# Bocconi (famiglia)

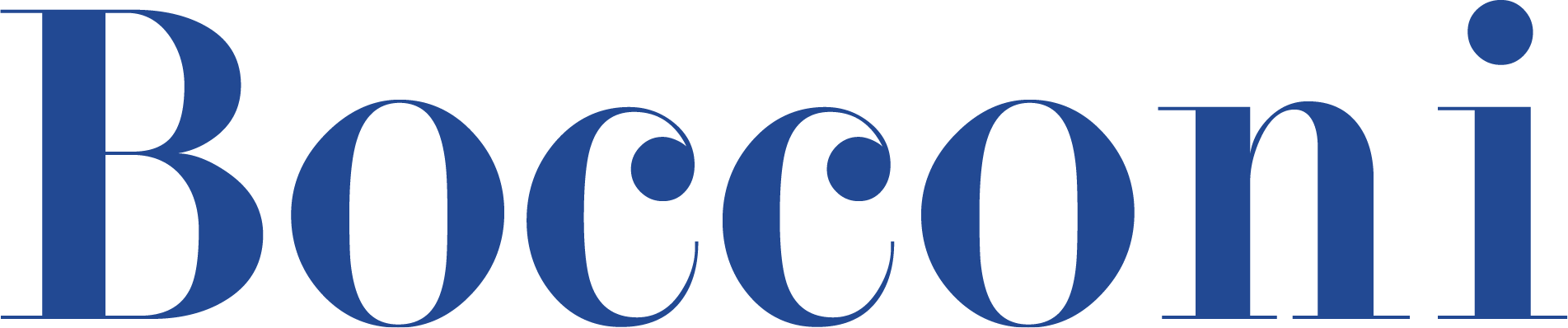
Il nome della famiglia Bocconi nel logo dell'Università commerciale Luigi Bocconi

Nel corso della storia vi sono due famiglie di nome Bocconi di rilievo enciclopedico.

## Bocconi di Milano

Stemma famiglia Bocconi di Lodi

I Bocconi furono, tra l'Ottocento e l'inizio del Novecento, tra le famiglie più ricche d'Italia, di tradizione industriale, protagonisti del periodo della cosiddetta Belle époque. La famiglia fu proprietaria dei magazzini poi divenuti La Rinascente e, nella persona di Ferdinando Bocconi, artefice delle moderne fortune della dinastia, fondatrice dell'Università commerciale Luigi Bocconi, intitolata al figlio Luigi (1869-1896), morto nella battaglia di Adua.

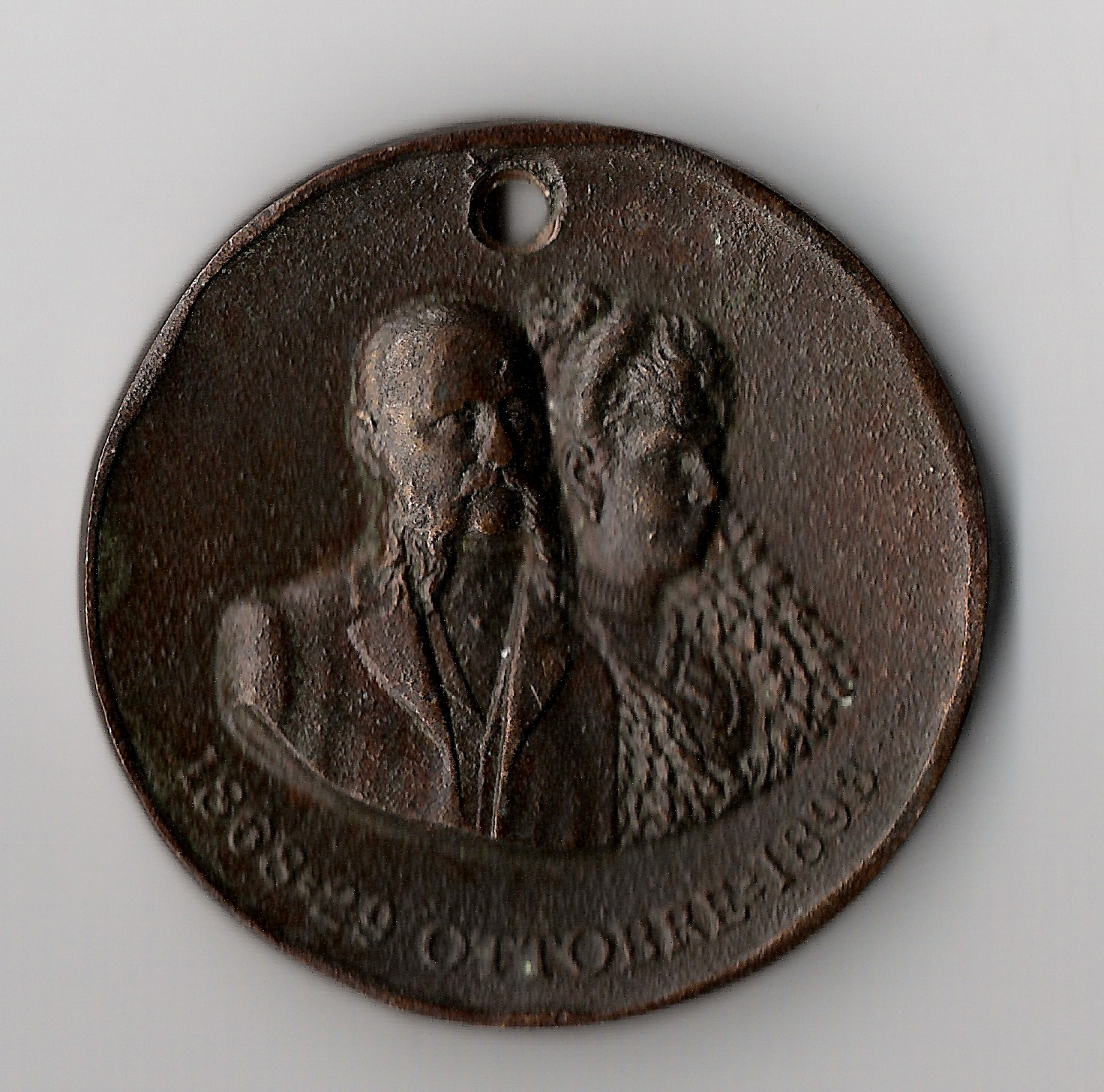
Ferdinando Bocconi e la moglie Claudina in una medaglia offerta al personale in occasione delle loro nozze d'argento.

La vicenda storica della famiglia, originaria di Lodi, si svolse nella ricca Milano degli anni a cavallo fra il XIX e il XX secolo.
Nel XIX secolo Ferdinando Bocconi fu proprietario dei magazzini poi divenuti La Rinascente dopo essere passati al figlio Ettore, e fondatore dell'Università commerciale Luigi Bocconi, intitolata al figlio Luigi (1869-1896), caduto in guerra nel 1896.

## Bocconi di Pontremoli
A Pontremoli, in provincia di Massa-Carrara, Luigi Bocconi, venne ascritto alla nobiltà locale nel 1836. A questa famiglia toscana appartenne un palazzo nella cittadina del XVII secolo, poi ceduto ad altri proprietari.
Lo stemma della famiglia Bocconi (Pontremoli) è: troncato: nel 1º d'azzurro, alla corona di cinque perle d'oro; nel 2º di rosso, a tre denti d'argento, 1.2; con la fascia d'argento passata sulla troncatura.